# City of Blinding Lights
"City of Blinding Lights" é uma canção da banda de rock irlandesa U2. É a quinta faixa do seu álbum How to Dismantle an Atomic Bomb (2004), e foi lançado como terceiro single do álbum em 6 de junho de 2005. A canção foi um sucesso, estando no top 10 da Irlanda, Reino Unido e vários outros países. O vídeo da música foi filmado em Vancouver, Colúmbia Britânica.
A mais antiga encarnação da canção foi desenvolvido durante as sessões para o álbum de 1997 da banda, Pop. As letras foram parcialmente inspiradas pelo vocalista do grupo, Bono, em uma lembrança de sua primeira viagem a Londres, e pela experiência da banda em tocar em Nova Iorque em consequência dos ataques de 11 de setembro. Outras letras referem-se ao relacionamento de Bono com sua esposa. O tema principal da canção reflete a inocência perdida e foi inspirado por uma imagem de Bono no início dos anos de 1980. O som tem sido comparado ao tom do álbum do U2, The Unforgettable Fire (1984) e de seu single "Where the Streets Have No Name" (1987).
"City of Blinding Lights" foi bem recebido pela crítica e ganhou um Grammy Award para "Melhor Canção de Rock" no 48º Grammy Awards em 2006. A canção fez sua estréia ao vivo na banda em 2005 durante a Vertigo Tour, quando foi tocado geralmente como música de abertura nos concertos, sendo realizada em todos os shows a partir de um show do U2 desde a turnê. A canção tem sido utilizado em episódios dos Os Simpsons, Entourage, e no filme O Diabo Veste Prada. Barack Obama usou-a em eventos de campanha durante a eleição presidencial dos Estados Unidos em 2008, e é listado como uma de suas músicas favoritas; U2 cantou-a na celebração inaugural.

## Antecedentes e inspiração
O U2 desenvolveu "City of Blinding Lights" de uma canção chamada "Scott Walker", um outtake do álbum, Pop (1997). Esta encarnação, escrito como uma homenagem à cantora Scott Walker, era apenas um esboço, quando as sessões de gravação para Pop concluiu-se. O grupo voltou a trabalhar em preparação para o seu álbum All That You Can't Leave Behind (2000), mas a música ainda estava inacabada quando o álbum foi lançado. Eles reescreveram a canção para o seu álbum, How to Dismantle an Atomic Bomb (2004). O baixista Adam Clayton, disse: "Houve uma melodia e um rítmo que no final não deu em nada e, nós meio que descartamos tudo, encontramos acordes que trabalhamos com aquela melodia e construí-la de volta, novas partes da bateria, partes do baixo e novas de guitarra".

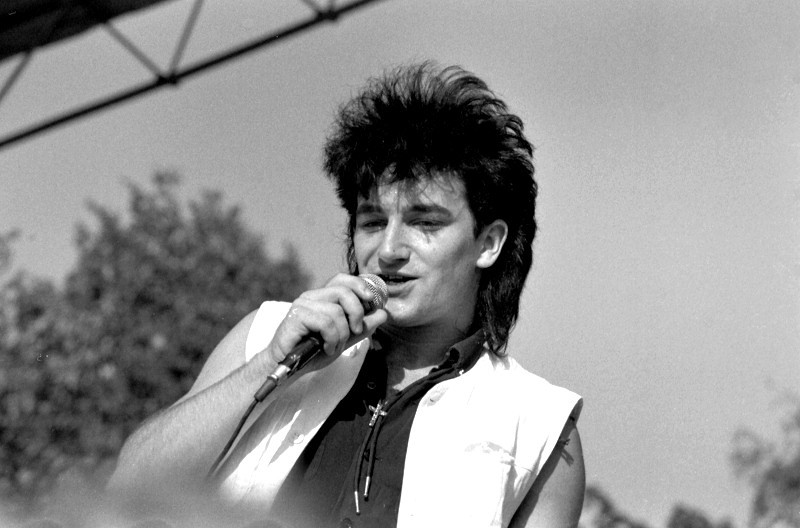
Bono em performance em 1983. Tema da canção de inocência foi parcialmente inspirado por uma fotografia da cantora durante a mesma época.

A exposição fotográfica na Holanda por longa data pelo fotógrafo da banda Anton Corbijn serviu como inspiração para o tema da canção. Bono viu uma imagem de sí mesmo embarcando em um helicóptero, tirada em 1982 durante as filmagens de "New Year's Day". Um jornalista perguntou-lhe o que ele diria a seu "eu mais jovem" se tivesse chance; Bono respondeu: "Eu diria que ele está absolutamente certo e parar de adivinhação segundo ele mesmo". Ele explicou seus comentários depois, dizendo: "Percebi o quanto tinha perdido... essa maneira de olhar para o mundo. Havia tanta clareza para ele, mas era tão desafiador de uma forma".
O refrão foi inspirado pelo primeiro show do U2 em Nova Iorque após os ataques de 11 de setembro durante a sua turnê Elevation Tour, em 2001. Quando as luzes iluminaram a platéia durante uma performance de "Where the Streets Have No Name", a banda viu lágrimas escorrendo no rosto de muitos fãs. Ao ver esta versão crua da emoção, Bono gritou: "Oh you look so beautiful tonight" ("Oh, você parece tão linda esta noite"); depois, a banda integrou a linha para o coro. A paixão dos fãs, juntamente com a determinação da cidade após os ataques de setembro, foram as inspirações principais para muitas outras letras da canção.

## Composição e tema
"City of Blinding Lights" é jogado em um tempo comum em um rítmo de 139 batidas por minuto em duas chaves: A♭ nos versos, e E♭ no refrão.

"...'Oh, você olha hoje à noite tão bela'. É uma linha tão ingênua e inocente. Isso é o tema desta canção, lembrando daqueles tempos ... Não é necessariamente uma maldição, é que parte de nós é que está faltando. Trata-se de recapturar um sentimento de admiração, sendo em uma cidade e lembrando a sí mesmo, que você não tem que perder a sua alma para ganhar o mundo".

— Bono em "City of Blinding Lights".
A versão do álbum da música corre em torno de 5:47. Ela começa com uma nota baixa jogado em uma guitarra elétrica com pesados de delay e distorção. A nota é sustentada por 0:10 segundos como harmônicos gradualmente com áudio feedback. A pulsação do rítmo de guitarra parte com amortecimento staccato nos acordes de The Edge, em seguida, começa por baixo. Depois de 0:10 segundos, ele é acompanhado por drones de registro menor na guitarra tocada por Edge, e uma repetição de quatro notas de piano realizadas por The Edge e Bono. 0:45 segundos para a música, a meio da introdução, o baixo de Adam Clayton e a percussão pelo baterista Larry Mullen Jr. na música, com o produtor Jacknife Lee nos sintetizadores, que desempenham parte da linha de melodia. O primeiro verso começa aos 1:20, e é acompanhado pelo baixo, bateria e o rítmo da guitarra tocando progressões de acordes A♭–E♭–D♭. Isto altera B–D♭ estrutura da canção, com uma linha de vocal harmônico curto que conduz E♭–D♭ do refrão.
Após o segundo refrão, as alternativas da guitarra com Bono repetiu o "tempo" B♭–A♭ antes de retornar a um refrão estendido. Os vocais da faixa D♭3 nos versos a um pico de C5 no refrão. The Edge fornece o backing vocal no segundo verso, as três primeiras linhas do refrão, e a lírica da ponte "Time time / Won't leave me as I am / But time won't take the boy out of this man" ("Tempo, tempo / Não vai me deixar do jeito que eu sou / Mas o tempo não vai levar o garoto que esta dentro desse homem"). Não há coro após o terceiro verso; em vez disso, a trilha entra em um coda, onde, depois de reiniciar o tema introdutório do piano, a guitarra, baixo e partes da bateria chegam a um acabamento. A canção termina em uma reprise final das notas de piano. A rádio edit, com um tempo de execução de 4:11, 1:36 a menos do que a versão do álbum. A introdução é a metade do comprimento, e o baixo e a bateria entram depois de apenas duas repetições das notas do piano. Os dois primeiros versos são mantidos intactos, mas a ponte é reduzido em 0:07 segundos, removendo duas chamadas do "tempo". O terceiro verso é cortado e o coda reduzido em 0:20 segundos.
O som de "City of Blinding Lights" tem sido comparado com o single de 1987 da banda, "Where the Streets Have No Name", solicitado por um estilo semelhante de ser tocado com a guitarra, bem como o tom atmosférico do álbum The Unforgettable Fire. A fusão de guitarra e piano na introdução foi comparada pela Edmonton Journal com a canção da banda Coldplay, na canção "Clocks". A Rolling Stone descreveu a canção como "construção em um lamento amargo", enquanto que a Uncut disse que era "bonito, porém um pouco sinistro", comparando a qualidade das letras da canção "The Inner Light", de George Harrison.

"... o que ela sentia ao chegar aqui nos Estados Unidos, que venha a pontem em Manhattan ... um incrível, tempo mágico em nossas vidas quando não sabíamos o quão poderoso era não saber. — Bono, sobre o tema da inocência.

O tema subjacente de "City of Blinding Lights", refletido no refrão, é perdida a inocência. O tema foi reforçado durante um concerto de improviso no Empire-Fulton Ferry State Park, sob a Ponte do Brooklyn; Bono apresentou a canção relembrando a primeira vez que a banda chegou em Nova Iorque, chamando-o de "uma canção sobre a inocência e igenuidade". Bono desenvolveu a estrofe de abertura de uma lembrança da sua primeira viagem a Londres com sua futura esposa, Alison Stewart, quando eram adolescentes. A experiênca de caminhar na praça Piccadilly Circus ao longo da rua Wardour Street, pôs em mente "descobrir o que é uma grande cidade oferecer a você e o que ela poderia tirar". Apesar do primeiro verso ser definido em Londres, o refrão foi definido em Nova Iorque. O verso: "I've seen you walk unafraid / I've seen you in the clothes you've made / Can you see the beauty inside of me? / What happened to the beauty I had inside of me?" ("Eu vi você caminhar sem medo / Eu vi você nas roupas que você fez / Você consegue ver a beleza dentro de mim? / O que aconteceu com a beleza que eu tinha dentro de mim?") foi escrito como uma expressão de amor para Alison, com uma reflexão sobre sua vida juntos à medida que envelhecem.
Como muitas outras músicas do U2, "City of Blinding Lights" pode ser interpretado de uma forma religiosa. O autor Cameron Conant relacionou o verso de abertura à duvida que sentia a respeito de suas convicções sobre a política, casamento e fé, à medida que envelhecia, concluindo que a confiança de uma pessoa em suas crenças faz parecer como se eles soubessem mais do que eles. O crítico de música Bill Friskics-Warren, sentiu que a linha final "Blessings are not just for the ones who kneel luckily" ("Bênçãos não são somente para os que ajoelham... felizmente") foi uma forma de Bono repreender a sí mesmo por não orar o suficiente, e foi um ataque ao cristianismo, porque "muitas vezes, a fé perpetua a miséria e divisões que ele condena". Steve Stockman, um capelão da Queen's University of Belfast, acreditava que a canção era uma metáfora para crescer, e que o verso final significava que não apenas pessoas de fé poderiam ser abençoados.

## Lançamento

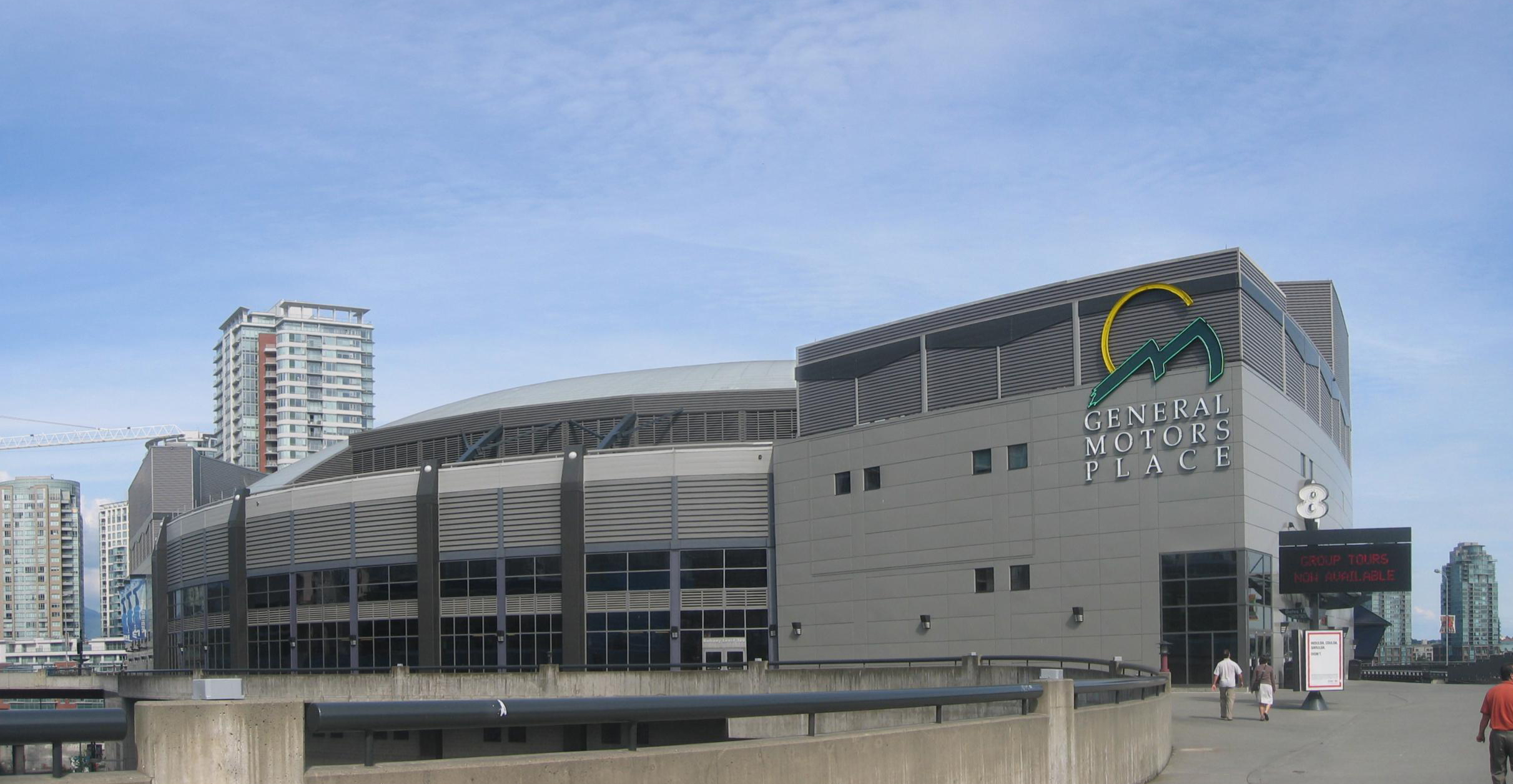
O vídeo da canção foi filmado no GM Place em Vancouver.

Singles promocionais foram lançados no Reino Unido e nos Estados Unidos em abril de 2005. O lançamento no Reino Unido contou com "Paradise Soul" mix de Paul Epworth; "Phones P.D.A. in N.Y.C." mix, e "Killahurtz Fly" em "All Because of You" em um single de 12". O lançamento nos Estados Unidos continha uma versão do álbum na edição de rádio em um CD. "City of Blinding Lights" foi lançado internacionalmente terceiro single de How to Dismantle an Atomic Bomb em 6 de junho de 2005, após a liberação de "Vertigo" em novembro de 2004 e o lançamento de "Sometimes You Can't Make It on Your Own" em fevereiro de 2005.
Três versões principais do single foram liberados, incluindo dois CD single e um DVD single. Além disso, um mini CD single foi lançado na Europa, e um CD single separado contendo quatro faixas do CD 1 e CD 2 lançado no Japão. O grupo Hot Chip fez um remix da canção em 2006, que foi incluída no coletânea do U2, Artificial Horizon (2010).

### B-sides

Capa do CD 2 do single "City of Blinding Lights", em CD Maxi.

O mix Killahurtz Fly, em "All Because of You", foi remixado pela equipe Mick Park e Lea Kenny. A canção apresenta baixo e guitarra adicionados, interpretado por Darren Murray. As versões ao vivo de "The Fly" e "Even Better Than the Real Thing", foram gravadas em um concerto em Stop Sellafield, encenado pelo Greenpeace no G-Mex Centre, Manchester, em 19 de junho de 1992, durante a turnê Zoo TV Tour. Os vídeos das performances mais tarde foram incluídos como faixa bônus no lançamento do DVD Zoo TV: Live from Sydney. A versão de Out of Control foi tirada de um show promocional da banda tocado no Empire Fulton Ferry State Park, no Brooklin, em 22 de novembro de 2004; o vídeo ao vivo de "City of Blinding Lights" sobre o lançamento do DVD foi retirado do mesmo concerto. O vídeo da canção "Sometimes You Can't Make It on Your Own"  foi dirigida por Phil Joanou, que também foi incluída no DVD.

### Vídeo da música

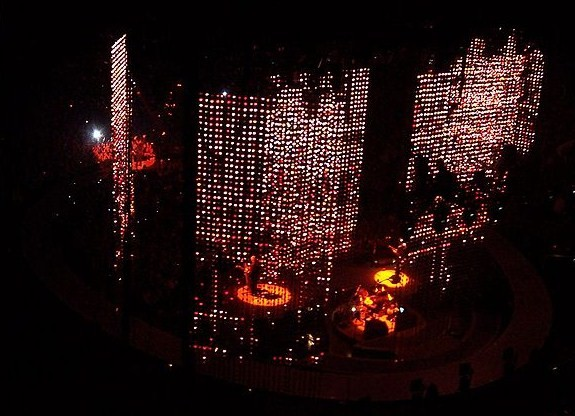
Os recursos visuais na Vertigo Tour foram exibidas no video da canção.

O videoclipe de "City of Blinding Lights" foi dirigido por Alex Courtes e Martin Fougerol. Filmado na General Motors Place em Vancouver, Colúmbia Britânica, em 27 de abril de 2005. O vídeo inclui cenas adicionais da banda durante a realização da turnê Vertigo Tour, no concerto em 28 de abril. O planejamento para o início do projeto começou quando o U2 tomou conhecimento que a arena estava disponível (devido ao cancelamento da temporada 2004-05 da NHL). O empresário da banda, Paul McGuinness, acreditava selecionar Vancouver como o local de filmagem fez muito sentido, dizendo: "É um centro de produção mundialmente famoso. Sabíamos que seria capaz de obter equipes, os câmeras e os equipamentos". Os membros do público foram convidados a fazer parte do vídeo através de anúncios de rádios e internet. O discurso sobre a filmagem vazou antes do anúncio oficial, o que levou os fãs formarem filas no lado de fora o durante o dia inteiro. Entre 3.000 a 5.000 pessoas foram liberados para a filmagem. Durante as filmagens, a banda tocou "City of Blinding Lights" várias vezes, seguida de "Vertigo", "All Because of You" e "Sometimes You Can't Make It on Your Own".
O vídeo mostra a banda tocando a canção no palco da Vertigo Tour. O áudio ao vivo é mantida para demostrar as imperfeições e emoção da performance. A iluminição é mantido baixo, chamando a atenção para o campo visual nas cortinas LED, utilizados ao longo da turnê e obscurecendo bastante o rosto dos membros da banda na sombra. Courtes e Fougerol explicaram: "Queríamos refletir o humor que temos visto nos shows, por isso fizemos o jogo com a iluminação, sabendo que você é mais cego de uma luz, se fosse mais escuro antes".

## Performances ao vivo

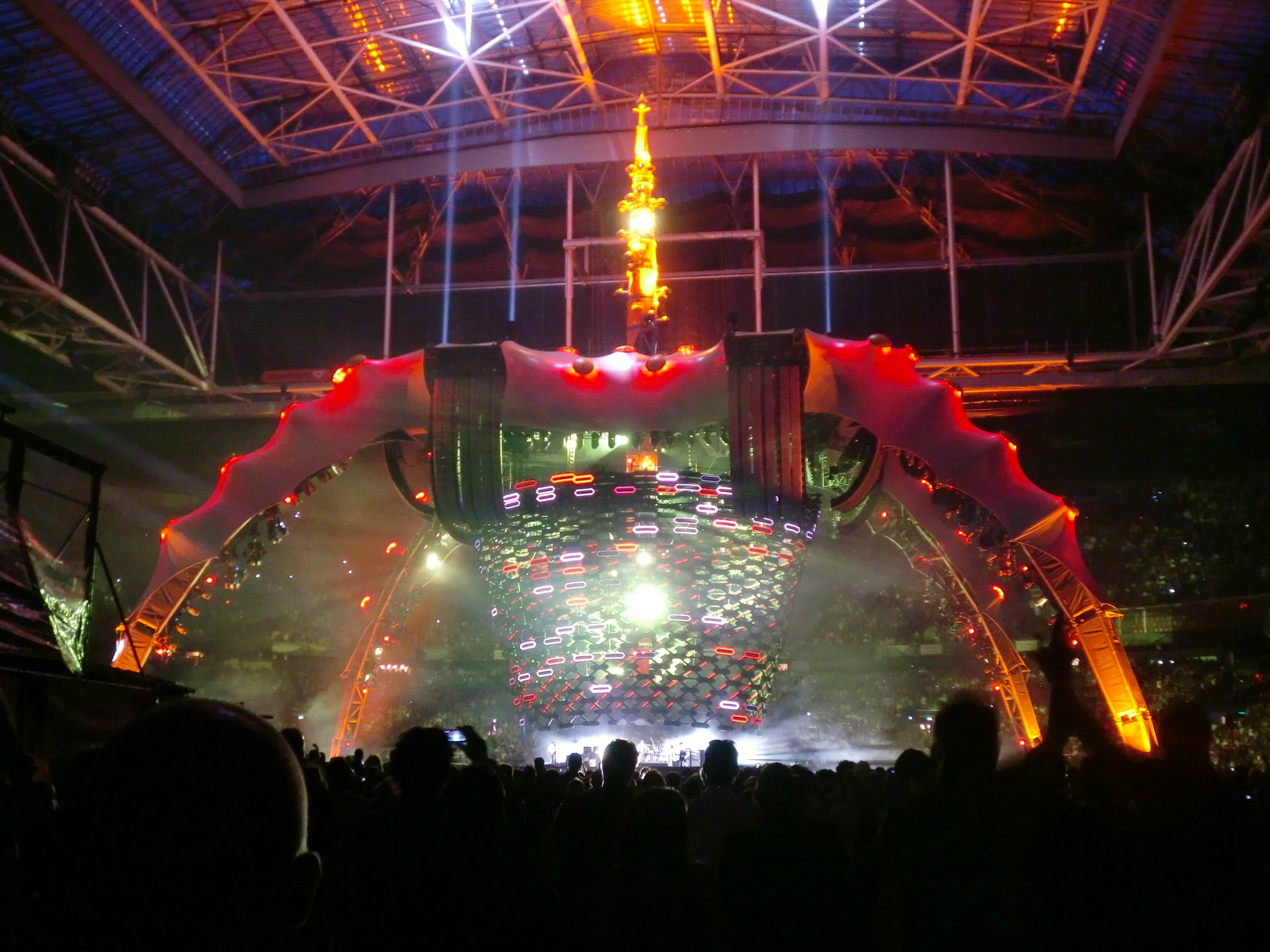
Os efeitos na turnê U2 360° Tour, refletem o visual da cortina de LED da Vertigo Tour.

"City of Blinding Lights" foi realizado em todas as noites da Vertigo Tour, abrindo 86 dos 131 concertos, e um ensaio público antes do seu lançamento. As performances frequentemente começaram com confetes caindo do teto, servindo como uma ponte para envolver o público. A canção fez uso extensivo das cortinas de LED no palco por seus efeitos especiais; a Wired observou que "eles fazem uma boa imitação de Shinjuku em velocidade, e o design de iluminação para 'City of Blinding Lights' tira vantagem ... o efeito visual consegue ser muito mais que a soma de suas partes". a Vancouver Sun descreveu o resultado como "semelhante a uma rua movimentada durante a noite através de um para-brisa embaçado"; mais tarde, dizendo que "um tema para a noite – disperso, o elegante palco era constantemente banhado em cores vivas". Durante a turnê Vertigo Tour, a introdução de piano foi interpretado por Adam Clayton em um teclado. O engenheiro de áudio, Joe O'Herlihy, acreditava que o baixo de Adam no cenário parecia ser "o implemento de condução que leva o som junto".
"City of Blinding Lights" foi tocada em todas as noites, mas na noite de uma continuação da U2 360° Tour, em todos os casos, aparecia aproximadamente na metade do set na lista das canções. Os efeitos de iluminação usado nas telas de vídeo da U2 360º Tour, simulava os recursos visuais da cortina de LED da Vertigo Tour e foram descritos como "psicodélico" por Edna Gundersen, do USA Today. É uma das poucas canções a utilizar dos que descendem completamente da tela de vídeo. As performances ao vivo da canção comparece nos filmes-concerto Vertigo 2005: Live from Chicago (2005) e U2 360° at the Rose Bowl (2010), no Edição Deluxe da coletânea Vertigo 05: Live from Milan (2006), e no álbum lançado para os assinantes do U2.com, U2.COMmunication (2005). A versão de U2.COMmunication foi um áudio extraído da execução da canção no filme-concerto de Vertigo 2005: Live from Chicago.

## Recepção

### Resposta da crítica
"... Aqui foi a tristeza e melancolia tendo as batidas originais do velho U2, atravessando com a mesma ânsia desesperada. A banda tocou durante 25 anos, mas, ao mesmo tempo, renasce."

— Michka Assayas, em "City of Blinding Lights".
A recepção de "City of Blinding Lights" foi positiva. Revisando o álbum, o editor da Allmusic, Stephen Thomas Erlewine, disse que a música tinha "enormes ganchos melódicos e sonoros" e classificou-a como um dos "ingredientes para que How to Dismantle an Atomic Bomb fosse um disco muito bom". A Entertainment Weekly sentiu a canção do grupo em demonstrar a capacidade de "fazer parada pop de sua obra com luxúria para eles". A revisão de Amanda Petrusich, da Pitchfork Media, achava que era um dos destaques do álbum, chamando-o de "uma canção de luta sincera e galáctica, e do tipo de música que é apreciada em carros e aviões, simplesmente porque é uma canção de movimento que se deixa vertigenosa (tonta)".
A PopMatters opinou, dizendo: "o U2 soa atualizada ... o estilo bombástico permanece sob controle e, Bono é sério nas questões de som sem ser exagerado", mas senti a "falta de coragem musical nas letras de 'Pride (In the Name of Love)' ou de 'Sunday Bloody Sunday'". A avaliação de 3/5 estrelas, pelo crítico da Uncut, Stephen Dalton, escreveu que era em dívida para com as melhores posições, grandes perspectivas e emoções monocromáticas da banda nos álbuns dos anos de 1980", considerando-a de "hino de coração agitado". Peter Murphy chamou-a de "obra-prima do álbum" em sua revisão de crítica da Hot Press, descrevendo a abertura "pouco aquém celestial". No 48º Grammy Awards em 2006, "City of Blinding Lights" ganhou o prêmio de "Melhor Canção de Rock". Em um levantamento de 2010 realizado pelos fãs no site U2.com, 1080 de 4814 participantes (22,43%) classificou como sua canção favorita do álbum, estando em primeiro lugar na lista. Pesquisas anteriores pelos fãs em 2005, 2006, e 2007 também havia a canção como a mais favorita do álbum.

### Desempenho comercial
"City of Blinding Lights" alcançou a #2 posição nas paradas de singles no Canadá e Dinamarca, chegando também na #8 posição  na Irlanda. Permaneceu no Top 75 das paradas do Reino Unido por 9 semanas, atingindo o pico de #2 posição e o ranking de número #113 nas paradas de fim de ano. Ficou nas paradas da Espanha por 16 semanas, onde alcançou a #1 posição, e passou 15 semanas nas paradas da Holanda, atingindo a #3 posição. Na Austrália, a canção permaneceu por 2 semanas, chegando à posição de número #31 e, nos Estados Unidos, ficou na Billboard Adult Pop Songs, estando na #40 posição. Mais de 331 mil cópias digitais da canção foram vendidas a partir de junho de 2010.

### Legado

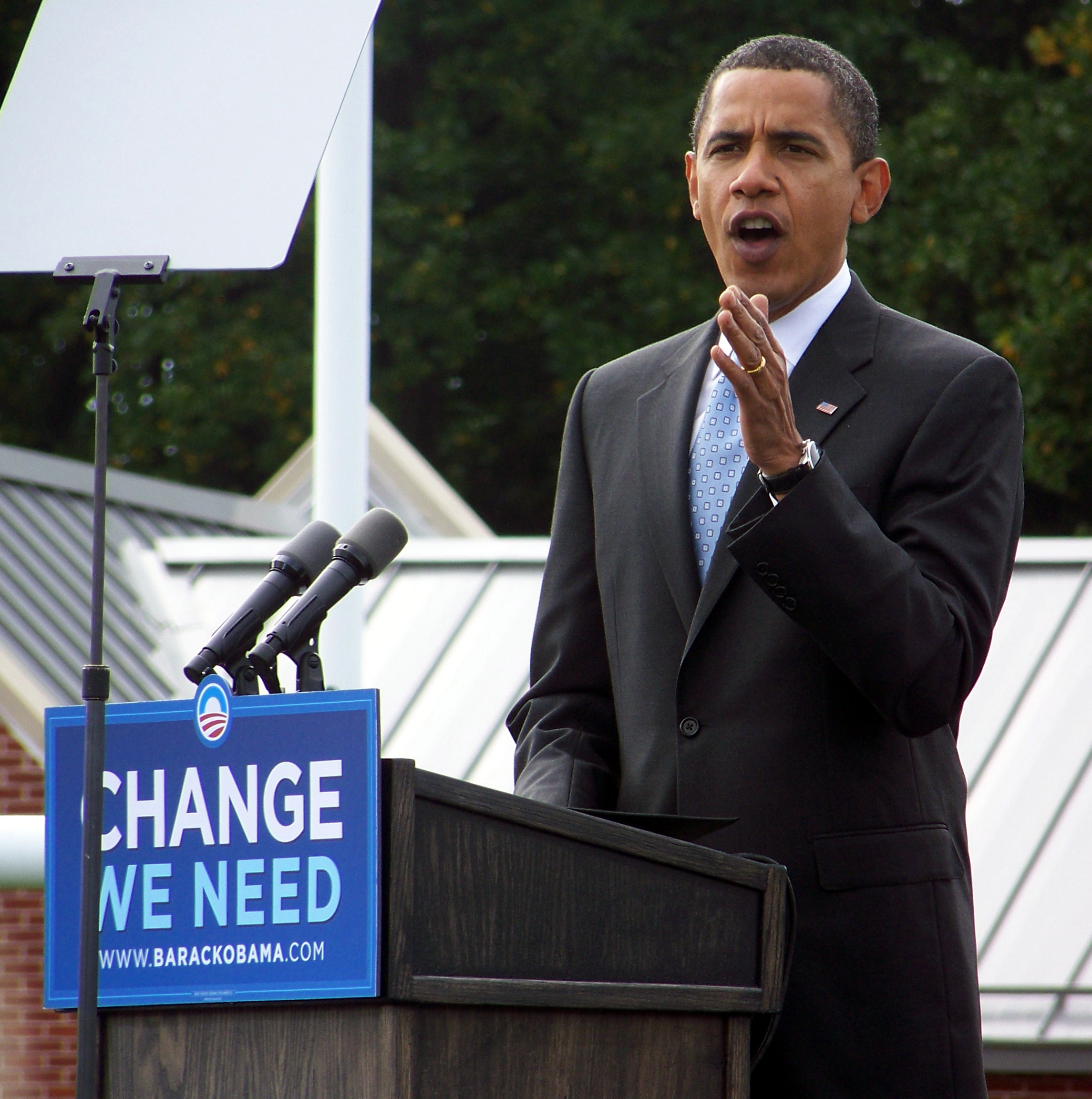
Barack Obama, muitas vezes usou "City of Blinding Lights" em eventos para sua campanha eleitoral.

A música foi apresentada no filme O Diabo Veste Prada, durante a cena em que Andy chega em Paris. O diretor David Frankel utilizou pela primeira vez a canção em uma montagem de pré-produção em cenas que ele filmou em locais da cidade; a música encaixa as imagens tão bem que ele decidiu incluí-la no filme. O uso da canção no filme foi usado em 2009 como paródia nos Os Simpsons no episódio "O Diabo Veste Nada" da vigésima primeira temporada; "City of Blinding Lights" é tocado brevemente quando Homer e Carl chegam em Paris. A canção foi apresentada no episódio "I Love You Too" em 2005, da HBO na série Entourage. Na sequência, o U2 executa a música em um show e, Bono deseja feliz aniversário a Johnny Chase. A rede de esportes americana ESPN utilizou a canção na Copa do Mundo FIFA de 2006 durantes os comerciais de televisão; a peça, com o título de "Anthem", caracterizou a narração do esporte por Bono, que foi criado como uma montagem de crianças jogando futebol em todo o mundo e um vídeo da banda em concerto. A ESPN usou a música pela segunda vez, em janeiro de 2010, durante os comerciais para a Copa do Mundo FIFA de 2010, causando vendas online semanalmente da canção para duplicar em relação ao mês anterior. Em 2008, a NASA usou "City of Blinding Lights" para o lançamento do STS-126. A música fo tocada para a missão do especialista Robert Kimbrough. A canção foi usada novamente em 3 de março de 2011, para o lançamento do STS-133; ela foi tocada para todos os membros da tripulação.
A canção foi sada por Barack Obama como o tema de entrada para o seu anúncio de candidatura presidencial em Springfield, em 10 de fevereiro de 2007, e foi tocado antes de seu discurso de aceitação na Convenção Nacional Democrata de 2008. Obama frequentemente usou-a como slogan, quando ele subiu ao palco para eventos de sua campanha durante a eleição presidencial de 2008 nos Estados Unidos, em um espetáculo que, mesmo convencendo um estudante a votar nele, e tocando nas primeiras noites de comícios com apoiantes. Em agosto de 2008, Obama listou "City of Blinding Lights" como uma de suas 10 canções favoritas. Em sua dissertação, um estudante de música chamado Jacob Charron, especulou que a música usada por Obama durante a campanha foi escolhida porque não iria perturbar os eleitores mais velhos, e seria reconhecível para os eleitores mais jovens. A canção também foi valiosa para sua imagem global, com o toque da guitarra, e sugestões a despertar.
O U2 cantou a canção, junto com "Pride (In the Name of Love)" para mais de 40 mil pessoas em 18 de janeiro de 2009, no We Ore One, em um concerto no Lincoln Memorial para celebrar a próxima posse de Barack Obama. Apresentando "City of Blinding Lights", em que a banda foi convidada a tocar, Bono falou diretamente a Obama, dizendo: "O que uma emoção de quatro rapazes irlandeses do lado norte de Dublin para homenagear o senhor, Barack Obama, para a escolha desta canção para fazer parte da trilha sonora de sua campaha, e mais além". Bono modificou o primeiro verso de referência para o ambiente, cantando "America, let your road rise / Under Lincoln's unblinking eyes" ("América, deixe seu caminho elevar-se / Sob os olhos sem piscar de Lincoln") em lugar de "Neon hearts, dayglo eyes / A city lit by fireflies" ("Corações de neon, olhos dayglo / a cidade iluminada por vaga-lumes"); deu um grito para o vice-presidente, Joe Biden, no final do verso, e modificou uma parte do refrão para proclamar: "America's getting ready to leave the ground" ("A América está pronta para sair do chão").

## Lista de faixas
Todas as músicas compostas por U2.
| - CD 1 1. "City of Blinding Lights" (Radio Edit) – 4:11 2. "All Because of You" (Killahurtz Fly Mix) – 5:40 - CD 2 1. "City of Blinding Lights" (Radio Edit) – 4:11 2. "The Fly" (Live at Stop Sellafield Concert) – 4:38 3. "Even Better Than the Real Thing" (Live at Stop Sellafield Concert) – 3:50 - Mini-CD 1. "City of Blinding Lights" (Radio Edit) – 4:11 2. "Out of Control" (Live from Under the Brooklyn Bridge) – 5:05 | - CD no Japão 1. "City of Blinding Lights" (Radio Edit) – 4:11 2. "The Fly" (Live at Stop Sellafield Concert) – 4:38 3. "Even Better Than the Real Thing" (Live at Stop Sellafield Concert) – 3:50 4. "All Because of You" (Killahurtz Fly Mix) – 5:40 - DVD 1. "City of Blinding Lights" (vídeo de Live from Under the Brooklyn Bridge) – 6:53 2. "Sometimes You Can't Make It on Your Own" (vídeo) – 4:40 3. "City of Blinding Lights" (áudio) – 5:46 |

## Paradas e posições
| País/Parada (2005)               | Melhor posição |
| -------------------------------- | -------------- |
| Alemanha (Media Control Charts)  | 24             |
| Austrália (ARIA Charts)          | 31             |
| Áustria (Ö3 Austria Top 40)      | 28             |
| Bélgica (Ultratop 50 Flanders)   | 29             |
| Bélgica (Ultratop 40 Valônia)    | 23             |
| Canadá (Canadian Singles Chart)  | 2              |
| Dinamarca (Hitlisten)            | 2              |
| Espanha (PROMUSICAE)             | 1              |
| Estados Unidos (Adult Pop Songs) | 40             |
| França (SNEP)                    | 89             |
| Hungria (Single Top 10 Lista)    | 1              |
| Irlanda (IRMA)                   | 8              |
| Itália (FIMI)                    | 5              |
| Países Baixos (MegaCharts)       | 3              |
| Reino Unido (UK Singles Chart)   | 2              |
| Chéquia (Radio Top 100)          | 62             |
| Suécia (Sverigetopplistan)       | 8              |
| Suíça (Schweizer Hitparade)      | 41             |

## Pessoal
| U2 - Bono – vocal, piano - The Edge – guitarra, backing vocal, piano - Adam Clayton – baixo - Larry Mullen Jr. – bateria, percussão Performance adicional - Jacknife Lee – sintetizadores | Técnica - Produção – Flood - Produção adicional – Chris Thomas, Jacknife Lee - Gravação – Carl Glanville - Assistência de gravação – Chris Heaney, Kieran Lynch - Mixagem – Nellee Hooper - Engenharia de mixagem – Simon Gogerly, Greg Collins - Engenharia adicional de mixagem – Ian Rossiter - Programação – Fabien Waltmann |